# Spirocerca lupi
Spirocerca lupi är en rundmaskart som först beskrevs av Rudolphi 1809.  Spirocerca lupi ingår i släktet Spirocerca och familjen Spirocercidae. Inga underarter finns listade i Catalogue of Life.